# Dendrocerus
Dendrocerus – rodzaj błonkówek z grupy owadziarek i rodziny Megaspilidae.

## Budowa ciała
Osiągają 1–3 mm długości ciała. Środkowe przyoczko wysunięte nieco do przodu względem dwóch bocznych. Pterostygma duża i półokrągła, wybiegająca z niej żyłka kostalna jest od niej dłuższa.

## Biologia i ekologia
Larwy są zwykle zewnętrznymi pasożytami kokonów lub poczwarek swoich żywicieli. Wiele gatunków ma liczne gatunki żywicielskie, inne zaś są wąsko wyspecjalizowane. Niektóre gatunki są hiperparazytoidami męczelkowatych z podrodziny Aphidiinae atakujących mszyce.